# Унгерман, Николай Иванович
Николай Иванович Унгерман (17 сентября 1882 — 26 декабря 1958) — генерал-лейтенант инженерных войск, профессор, доктор технических наук, специалист в области долговременной фортификации.

## Служба в Императорской армии
В 1902 году окончил Николаевское инженерное училище с производством в чин подпоручика со старшинством 9 августа 1900 года и назначением в 21-й саперный батальон. На 1 января 1909 года состоял в чине штабс-капитана во 2-м Восточно-Сибирском саперном батальоне. В 1910 году окончил дополнительный курс Николаевской Инженерной академии с производством «за отличные успехи в науках» 29 мая 1910 года в чин капитана и переводом в 1-й резервный саперный батальон.
В 1913-1917 годах подполковник Унгерман состоял в должности старшего производителя работ Управление строителя морской крепости Императора Петра Великого. 19 марта 1915 года пожалован орденом Св. Анны II степени. 6 декабря 1916 года пожалован орденом Св. Владимира IV степени. 24 августа 1917 года полковник Унгерман был назначен помощником строителя Морской крепости Петра Великого.

## Служба в Красной Армии
В июне-декабре 1922 года военспец Унгерман преподавал в Интернациональной Краснознамённой военной школе. В 1922-1925 годах преподаватель Военно-инженерной академии, а после объединения последней с Артиллерийской академией — преподаватель инженерного факультета Военно-Технической академии РККА. В июле 1932 года назначен старшим преподавателем Военно-Инженерной академии в Москве.
17 февраля 1936 года начальнику кафедры Военно-Инженерной академии Н. И. Унгерману присвоено звание бригинженера. В 1938 году присвоено звание профессора. 12 марта 1939 года присвоено звание дивинженера. В 1940 году присвоено звание генерал-майора инженерных войск. 25 сентября 1944 года присвоено звание генерал-лейтенанта инженерных войск.
«За долголетнюю безупречную службу» генерал-лейтенант Унгерман был награжден орденом Красного Знамени и орденом Ленина. 24 июня 1948 года награжден вторым орденом Красного Знамени.